# Al-Jayyani
Abu Abd Allah Mohammed ibn Muadh Al-Jayyani, verkort: Al-Jayyani, Córdoba 989 - Jaén 1079, was een Arabisch wiskundige uit Al-Andalus, het huidige Spanje. Hij was moslim. Al-Jayyani schreef een aantal belangrijke commentaren op de Elementen van Euclides en hij schreef het eerste werk over boldriehoeksmeting. Er is weinig over zijn leven bekend. Er bestaat ook enige twijfel over Al-Jayyani de geleerde en Al-Jayyani de wiskundige. Het is onbekend of ze zelfs dezelfde persoon zijn.
'Abd al-Hamīd ibn Turk · 
Abd-al-Rahman Al Sufi · 
Abū al-Hasan ibn Alī al-Qalasādī · 
Abū Ishāq Ibrāhīm al-Zarqālī · 
Abū Kāmil Shujā ibn Aslam · 
Abu'l-Hasan al-Uqlidisi · 
Abul Wafa · 
Ahmed ibn Yusuf · 
Al-Biruni · 
Al-Chwarizmi · 
Al-Hajjāj ibn Yūsuf ibn Matar · 
Alhazen · 
Al-Jayyani · 
Al-Karaji · 
Al-Khazini · 
Al-Kindi · 
Al-Mahani · 
Al-Majrati · 
Al-Sijzi · 
Hunayn ibn Ishaq · 
Ibn al-Banna · 
Ibn Sahl · 
Ibn Tahir al-Baghdadi · 
Ibn Yahyā al-Maghribī al-Samaw'al · 
Ibrahim al-Fazari · 
Ibrahim ibn Sinan · 
Jabir ibn Aflah · 
Kushyar ibn Labban · 
Mohammed al-Fazari · 
Mohammed ibn Jābir al-Harrānī al-Battānī · 
Nasir al-Din al-Toesi · 
Sinan ibn Thabit · 
Thabit ibn Qurra · 
Ulug Bey · 
Yusuf al-Mu'taman ibn Hud